# Пінгвін магеланський
Пінгвін магеланський (Spheniscus magellanicus) — птах родини пінгвінових. Названий на честь великого мандрівника Фернана Магеллана, який ще на початку XVI століття, 1518 року, вперше зустрів цього птаха.

## Зовнішній вигляд
Дорослі особини магеланських пінгвінів досягають зросту 70-80 см і ваги 5-6 кг. Задня (верхня) частина пінгвінів чорна, передня — біла, з двома або однією чорною смужкою на шиї. Дзьоб і лапи — брудно-сірого кольору, з червоним або помаранчевим відтінком. Під час гніздування магелланові пінгвіни викопують глибоку нору у м'якому ґрунті, куди відкладають яйця. Яйце магелланових пінгвінів висиджують обоє батьків — близько 40 днів. Сім'я поперемінно зазвичай висиджує 1-2 яйця.

## Поширення
Ці пінгвіни розповсюджені на берегах Південної Америки і Фолклендських островах. Тут можна зустріти їх велетенські колонії. Основний ареал гніздування магелланових пінгвінів — патагонське узбережжі, Вогняна Земля, островах Хуан-Фернандес і Фолкленди. Окремі особини були помічені на північ аж до Ріо-де-Жанейро і півдня Перу. Населяє також береги Південної Америки на північ від Коквімбо (Чилі) і Ріо-де-Жанейро.

## Чисельність та загрози
Чисельність магеланських пінгвінів оцінюється приблизно в 1,8 млн пар.
Колонії магеланських пінгвінів на островах Магдалена і Марта в Магеллановій протоці здавна зазнавали нападів індіанців, які ловили невелику кількість птахів, але чисельність виду при цьому залишалася стабільною.
У XVIII—XIX століттях магелланові пінгвіни стали піддаватися нападу з боку європейців, які організували сюди численні експедиції. Тільки на острові Магдалена європейці заготовляли до 14 тисяч птахів в рік. Чисельність виду стала падати.
Сьогодні на островах Магдалена і Марта створений національний парк пінгвінів, але чисельність цього виду продовжує залишатися невеликою. По-перше, збір яєць місцевим населенням триває, а по-друге, численні туристи часто турбують птахів і руйнують їх нори.
22 липня 2023 року, згідно повідомлення France 24 з посиланням на агентство Agence France-Presse, на узбережжя Уругваю впродовж останніх 10 днів викинуло мертвими близько 2 тисяч магелланових пінгвінів. Причина загибелі птахів залишається нез’ясованою. Неурядова зоозахисна організація зазначає, що кількість загиблих пінгвінів — значно більша. Фахівці департаменту фауни Міністерства навколишнього середовища Уругваю повідомили, що 90 % загиблих пінгвінів — молоді, без жирових запасів і з порожніми шлунками. Подібний випадок також стався в 2022 році в Бразилії. Тоді теж не змогли визначити причину загибелі птахів. Екологи пояснюють збільшення кількості смертей магелланових пінгвінів надмірним і незаконним виловом риби.

## Поведінка
На березі ці пінгвіни дуже лякливі і під час небезпеки ховаються у глибокі нори, а у воді стають хоробрими і можуть бути агресивними.
Тривалість життя магеланських пінгвінів — близько 15 років, рідше — до 20 років, в неволі можливе доживання до 20-25 років.

## Живлення
Живляться магеланські пінгвіни крилем, каракатицями і дрібною рибою.

## Цікаві факти
- У Бразилії, магеланському пінгвіну, що потрапив у нафтову пляму і якого викинула морська хвиля на узбережжя, допоміг чоловік, тепер пінгвін іноді припливає до нього у гості[4].